# فرماندهی سایبری ناوگان ایالات متحده آمریکا
فرماندهی سایبری ناوگان ایالات متحده آمریکا (انگلیسی: U.S. Fleet Cyber Command) یک نیروی عملیاتی در نیروی دریایی ایالات متحده آمریکا و بخشی از فرماندهی سایبری ایالات متحده آمریکا است، که مسئول عملیات شبکه اطلاعاتی نیروی دریایی، عملیات سایبری تهاجمی و دفاعی، عملیات فضایی و اطلاعات سیگنالی است. این نیرو در ژانویه ۲۰۱۰ «برای جلوگیری و شکست تجاوز و تضمین آزادی عمل برای دستیابی به اهداف نظامی در فضای مجازی و از طریق آن» ایجاد شد. 
ناوگان دهم ایالات متحده آمریکا همزمان به عنوان تأمین‌کننده نیروی آن دوباره فعال شد. از زمان تأسیس، این فرماندهی به یک نیروی عملیاتی متشکل از بیش از ۱۶۰۰۰ ملوان فعال و ذخیره و غیرنظامی تبدیل شده است که در ۲۷ فرماندهی فعال، ۴۰ واحد نیروی مأموریت سایبری و ۲۷ فرماندهی ذخیره در سراسر جهان سازماندهی شده‌اند. ستاد فرماندهی سایبری ناوگان ایالات متحده در فورت جورج جی. مید، مریلند قرار دارد.